# Alfena
Alfena est une ville portugaise de 22 300 habitants.
Elle appartient à la municipalité de Valongo, dans le district de Porto.